# Лях, Борис Митрофанович
Борис Митрофанович Лях (20 июля 1918 — 7 ноября 1992) — советский офицер-моряк, участник Великой Отечественной войны, Герой Советского Союза (5.11.1944). Капитан 1-го ранга (1959). 
В годы Великой Отечественной войны — командир катера «малый охотник», звена катеров Северного флота. Участвовал в обороне Заполярья и Петсамо-Киркенесской наступательной операции, совершил более 130 боевых выходов.

## Биография
Родился 19 июля 1918 года в городе Туапсе Северо-Кавказской Советской Республики, ныне в составе Краснодарского края. Русский. Из семьи рабочего. Окончил начальную школу, затем учился в туапсинской школе водников и в образцово-показательной школе № 1 для детей моряков, работал учеником токаря на судоремонтном заводе «Совтанкера».
В 1933 году вместе с семьёй выслан в Казахстан на спецпоселение, но в том же году решение о выселении было отменено и семья возвращена. С декабря 1933 года жил в станице Апшеронская (ныне город Апшеронск Краснодарского края), до сентября 1934 года работал сцепщиком вагонов на железнодорожной станции. В 1935 году окончил 8 классов школы, в 1937 году — два курса Ростовского гидрометеорологического техникума.
В ВМФ СССР с августа 1937 года. До октября 1939 года обучался в Военно-морском училище связи имени Г. К. Орджоникидзе в Ленинграде (ныне Военно-морской политехнический институт), куда благодаря гражданскому образованию был зачислен сразу на третий курс. После окончания этого училища зачислен также на третий курс факультета кораблевождения в Ленинградское Высшее военно-морское училище имени М. В. Фрунзе, которое окончил в июне 1941 года.
Участник Великой Отечественной войны с июня 1941 года. В июне-августе 1941 — помощник командира катера «МО-123», в августе 1941 — августе 1942 — помощник командира катера «МО-162» (в апреле 1942 года переименован в «МО-132»), в августе 1942 — ноябре 1944 — командир катера «МО-132» (в феврале 1944 года переименован в «МО-429»). С октября 1943 года одновременно командовал звеном катеров «малый охотник». Воевал на Северном флоте, участвовал в обороне Заполярья и Петсамо-Киркенесской наступательной операции.
Совершил более 130 боевых выходов, в том числе: 21 — для высадки десантных и разведывательных групп, 10 — на проводку и встречу подводных лодок, 50 — на прикрытие советских и союзных конвоев, около 50 — на поиск подводных лодок противника. Успешно командовал одним из отрядов высадки морского десанта в губе Малая Волоковая в ночь с 9 на 10 ноября 1944 года.
В ночь на 13 октября 1944 года во время Петсамо-Киркенесской наступательной операции, командуя группой катеров, командир катера «МО-429» 2-го гвардейского дивизиона малых охотников за подводными лодками бригады сторожевых кораблей Охраны водного района Главной базы Северного флота гвардии старший лейтенант Б. М. Лях без потерь под огнём ворвался в гавань и произвёл высадку десанта в район посёлка Лиинахамари (ныне Печенгский район Мурманской области) и содействовал его продвижению вглубь обороны противника. Спас экипаж подбитого противником катера.
Указом Президиума Верховного Совета СССР от 5 ноября 1944 года «за мужество и героизм, проявленные в боях», гвардии старшему лейтенанту Ляху Борису Митрофановичу присвоено звание Героя Советского Союза с вручением ордена Ленина и медали «Золотая Звезда».
С ноября 1944 года по февраль 1945 года находился на лечении из-за болезни. В мае-ноябре 1945 года служил на штабных должностях (Дунайская военная флотилия), с ноября 1945 по 1950 год был командиром отряда катеров на Черноморском флоте, одновременно с 1948 по 1950 года — руководитель охраны рейда Пицунды.
В 1950—1953 — научный сотрудник Военно-морского научного управления Главного штаба ВМФ, в 1953—1955 — старший офицер Управления боевой подготовки Главного штаба ВМФ, в 1955—1956 — помощник главного специалиста по противолодочной обороне ВМФ. В 1956—1960 — старший научный сотрудник редакции журнала «Морской сборник», в 1960—1963 — старший офицер организационно-мобилизационного управления Главного штаба ВМФ. Капитан 1-го ранга (1959).
В 1963—1968 — заместитель начальника отдела 2-й Центральной обсерватории ВМФ (город Ногинск Московской области), в 1968—1972 — начальник группы по управлению противолодочными силами Центрального командного пункта ВМФ, с 1972 — заместитель начальника отдела организационно-мобилизационного управления Главного штаба ВМФ.
С января 1973 года капитан 1-го ранга Б. М. Лях — в запасе. Жил в Москве.
Умер 7 ноября 1992 года. Похоронен на Головинском кладбище в Москве.

## Награды и звания
- Герой Советского Союза (5 ноября 1944, медаль «Золотая Звезда» № 5112);
- орден Ленина (5 ноября 1944);
- два ордена Красного Знамени (12 января 1943, 26 апреля 1943);
- орден Нахимова II степени (10 апреля 1944);
- орден Отечественной войны I степени (11 марта 1985);
- два ордена Красной Звезды (22 февраля 1946, 26 февраля 1953);
- медаль «За боевые заслуги» (6 ноября 1947);
- медали.

## Публикации
- Лях Б. М. За наше Баренцево море // Это было на Крайнем Севере. Мурманск, 1965.

## Память
- Имя Героя высечено золотыми буквами в зале Славы Центрального музея Великой Отечественной войны в Парке Победы города Москвы.
- В 2014 году в Москве на доме № 13, корпус 1 Ленинградского шоссе, где он жил с 1968 по 1992 год, установлена мемориальная доска[4]. Автор мемориальной доски — скульптор, профессор МГХПА им. Строганова А. Н. Бурганов.
- Имя Героя присвоено средней школе № 2 города Туапсе, на здании школы установлена мемориальная доска (2018)[5].
- Б. М. Ляху также посвящён отдельный стенд в музее боевой славы школы № 2099 г. Москвы.
- В Апшеронске на Аллее Славы установлен памятный знак.
- В Туапсе на Аллее Героев установлена стела в честь Б. М. Ляха.